# دایسی ایرانی
دایسی ایرانی (انگلیسی: Daisy Irani) هنرپیشه، کارگردان و تهیه‌کننده اهل هند است.
او در فیلم بادبادک، شعله و دو استاد بازی کرده است.